# NGC 654
NGC 654位於仙后座，是威廉·赫歇爾在1787年發現的一個疏散星團。它的視星等為6.5等，使用雙筒望遠鏡就能觀測。它位於閣道三（仙后座δ）東北2. 5°。在低倍數的視野中，同時也可以看見另外兩個疏散星團NGC 663和NGC 659。它環繞著一顆視星等7等的淡黃色超巨星（光譜類型為F5Ia），可能是這個星團的成員之一。
它距離地球7,830光年（2,400秒差距）。估計他的年齡為1,500萬年，是個非常年輕的星團；但也可能有4,000萬年的歷史，恆星形成的時間間隔至少為20萬年。星團的中心區域顯示出比星團其他部分更少的紅化。給出的一種可能解釋是，在太陽系和星團之間有兩個塵埃層，一個在200秒差距之處，另一個在1,000秒差距。在星團的後面還有更多的塵埃層，星團的成員約有80顆恆星。成員中最早的光譜類型為B0左右，也有一些較亮的恆星，例如光譜類型為F5Ia的HD 10494。此外，在星團中還發顯了3顆Be星。
NGC 654被認為是仙后座OB8星協的一部分。這個星協位於銀河系的英仙臂，包括M103、NGC 663、NGC 659以及散佈在它們之間的一些超巨星。所有這些恆星的年齡和距離都相似。

## 圖集
- NGC 654 - by Kanwar Singh
- Map showing location of NGC 654

## 外部連結
- WikiSky上关于NGC 654的内容：DSS2, SDSS, GALEX, IRAS, 氢α, X射线, 天文照片, 天图, 文章和图片